# Biopsja nerki
Biopsja nerki – inwazyjne badanie diagnostyczne, w którym pobiera się do badań mikroskopwych miąższ nerki.
Wskazania:
- przewlekająca się ostra niewydolność nerek
- izolowany białkomocz wymagający dalszej diagnostyki
- zespół nerczycowy
- krwiomocz trwały lub okresowy wymagający dalszej diagnostyki
- podejrzenie nefropatii na tle choroby układowej
- upośledzenie czynności nerki przeszczepionej

Przeciwwskazania:
- brak drugiej nerki
- ciężkie nadciśnienie tętnicze
- wielotorbielowatość nerek
- zmiany ropne nerek lub w ich sąsiedztwie
- wodonercze
- roponercze
- nowotwory nerek
- malformacje tętnicze nerek
- znaczna niedokrwistość
- skaza krwotoczna